# 何虎林
何虎林（1946年—），汉族，中华人民共和国政治人物、第十一届全国政协委员。
加入中国共产党，担任中共中央直属机关工委原副书记。2008年，当选第十一届全国政协委员，代表特别邀请人士，分入第五十八组。